# Jon Fosse
Jon Fosse (ur. 29 września 1959 w Haugesund) – norweski pisarz i dramaturg, uznawany za jednego z najwybitniejszych współczesnych dramatopisarzy norweskich. Pisze w języku nynorsk. Laureat Nagrody Nobla w dziedzinie literatury (2023).
Dorastał w Strandebarm w regionie Hordaland.  Zadebiutował w 1983 powieścią Raudt, svart (Czerwone, czarne). Jego pierwsza sztuka teatralna Og aldri skal vi skiljast (I nigdy się nie rozłączymy) wystawiona została w 1994.
Jest autorem powieści, poezji, książek dla dzieci, esejów i sztuk teatralnych. Jego twórczość zalicza się do norweskiego postmodernizmu. Książki Fossego przetłumaczono na ponad 50 języków, w tym polski, a dramaty wystawiono na wielu scenach świata. O jego znaczeniu niemiecki tygodnik „Die Woche” napisał: Na początku był Henryk Ibsen, następnie nie było nic, a teraz mamy Jona Fossego.
W 2012 przeszedł na katolicyzm.

## Twórczość

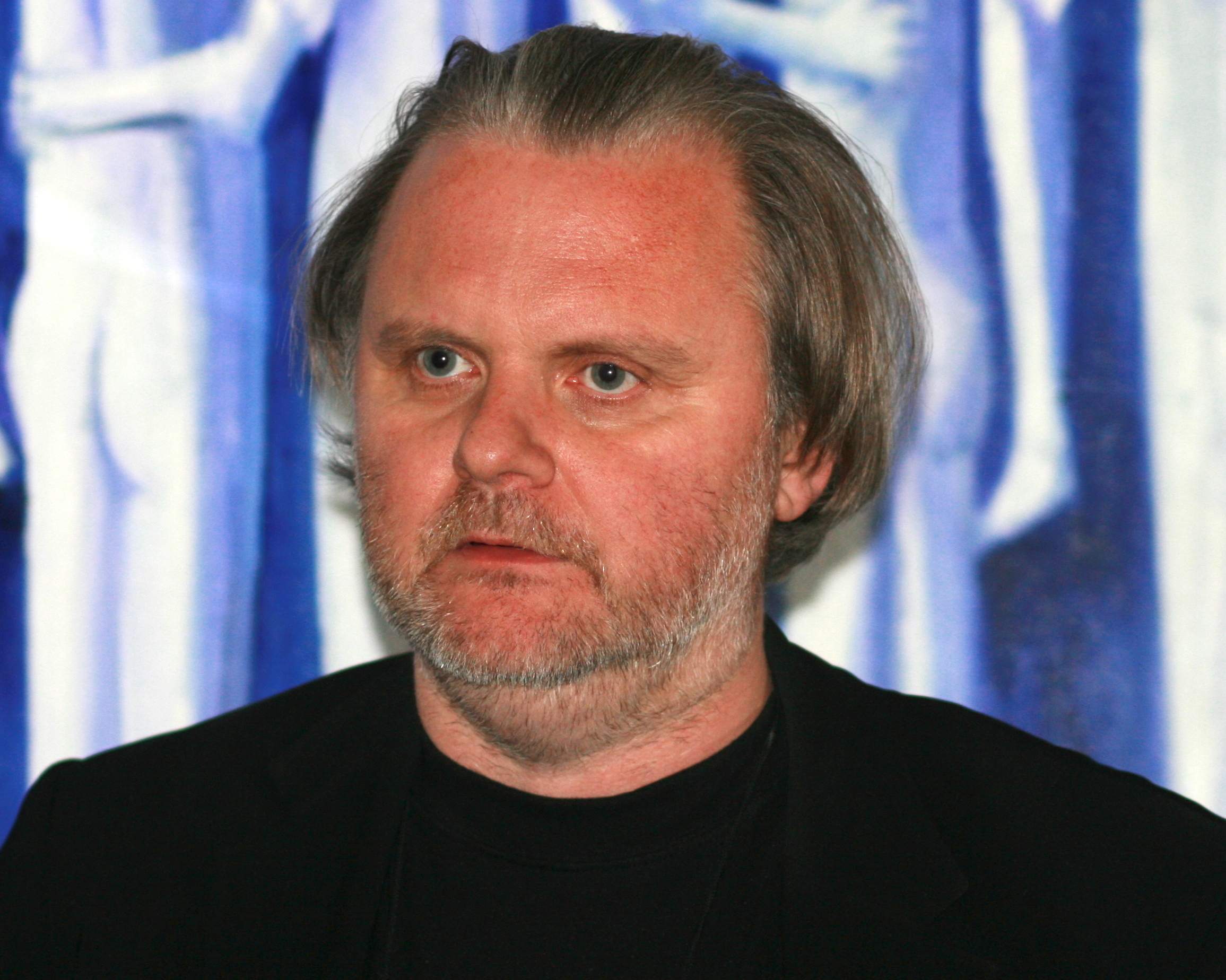
Jon Fosse (2007)

Pisarz wychował się i mieszka na zachodnim wybrzeżu Norwegii (Vestlandet), dlatego też akcję swoich utworów umieszcza często w tych właśnie realiach. Fosse mówi o sobie, że nie był zdolnym uczniem. W wieku siedmiu lat przeżył poważny wypadek, w wyniku którego był blisko śmierci – według Fossego to doświadczenie miało duży wpływ na jego twórczość literacką. Jako dwudziestolatek zdał maturę i przeprowadził się do Bergen, by rozpocząć studia.
Jego debiut powieściowy (Raudt, svart) ukazał się w 1983 roku, niedługo potem pisarz wydał książkę Stengd gitar (Zamknięta gitara) (1985) i tomik poezji Engel med vatn i augene (Anioł z wodą w oczach) (1986). W 1989 roku wraz z Alf-Kåre Bergiem napisał książkę dla dzieci Uendelig seint (Nieskończenie późno), za którą otrzymał Nagrodę Literacką dla Literatury Dziecięcej w Języku Nynorsk (Den Nynorske barnelitteraturprisen). Była to pierwsza z wielu nagród, którymi uhonorowano Jona Fossego.
Fosse nie tylko pisze książki, ale także tłumaczy je na nynorsk (m.in. utwory Federico Garcíi Lorki), jest autorem "tłumaczenia" na nynorsk napisanego przez Henryka Ibsena w bokmålu poematu dramatycznego Peer Gynt. Od 1994 wraz z innym norweskim pisarzem Janem Kjærstadem redaguje czasopismo "Bøk" („Książka”). Piastuje także ważne funkcje w norweskich stowarzyszeniach pisarzy.
W 1994 Fosse zadebiutował na deskach Sceny Narodowej w Bergen (Den Nationale Scene) sztuką Og aldri skal vi skiljast (I nigdy się nie rozłączymy). Od tamtej pory napisał ponad 30 sztuk teatralnych. Jego najbardziej znane dramaty to Namnet (Imię) (1995) i Barnet (Dziecko) (1997). Fosse jest jednym z najczęściej wystawianych współczesnych dramaturgów, a jego twórczość jest zaliczana do tzw. teatru postdramatycznego.
Składająca się z siedmiu części Septologia jest nazywana opus magnum Fossego.
Pierwszym utworem prozatorskim Jona Fossego, jaki ukazał się w języku polskim była książka Drugie imię. Septologia I-II (2023). W 2024 roku w języku polskim ukazała się jego powieść Białość. Niektóre dramaty Fossego (Matka i dziecko, Syn, Noc śpiewa piosenki, Letni dzień, Odwiedziny) ukazały się w poświęconym jego twórczości tomie Sztuki teatralne (2005), część sztuk (Dziecko, Imię, Ładny letni dzień, Sen o jesieni, Sen) została opublikowana na łamach czasopisma Dialog, a dwie (Suzannah, Dziewczyna na kanapie) w antologiach wydawnictwa Panga Pank.
Uczniem Fossego był Karl Ove Knausgard.

## Nagrody i wyróżnienia (wybór)
- 1999 − Nagroda Doblouga
- 2003 − francuski Order Narodowy Zasługi[15]
- 2005 − honorowa Nagroda Brage
- 2007 − Nagroda Nordycka Akademii Szwedzkiej[16]
- 2010 − Międzynarodowa Nagroda Ibsenowska[17]
- 2015 − doktor honoris causa Uniwersytetu w Bergen[18]
- 2015 − Nagroda Literacka Rady Nordyckiej za Trylogię: Andvake. Olavs draumar. Kveldsvævd[19]
- 2019 − doktor honoris causa Szanghajskiej Akademii Teatralnej[20]
- 2020 − nominacja (długa lista) do International Booker Prize zaThe Other Name. Septology I-II
- 2021 − Nagroda Brage za Eit nytt namn. Septologien VI-VII[21]
- 2022 − Nagroda Norweskich Krytyków za Eit nytt namn. Septologien VI-VII[22]
- 2022 − nominacja (krótka lista) do International Booker Prize za A New Name. Septology VI-VII
- 2022 − finalista National Book Award za A New Name. Septology VI-VII[23]
- 2023 − Literacka Nagroda Nobla „za nowatorskie sztuki i prozę, które dają wyraz niewysłowionemu”[24]

## Styl pisarski
Sam Fosse swoją technikę pisania powieści określa angielskim słowem «writing», gdzie dla autora najważniejszy jest rytm pisania. Rytm opowieści odzwierciedla się w sposobie postrzegania świata przez bohaterów. Opowieść nie jest snuta przez narratora wszechwiedzącego, to raczej dialogi i czyny bohaterów pokazują ich uczucia i myśli.
Fosse jest minimalistą słowa – jego postacie mówią oszczędnie, często powtarzają swoje kwestie. Słownictwo dramaturga jest bardzo skromne. Akcja w jego utworach rozwija się wolno – to napięcie między postaciami jest tu najważniejsze, a nie wydarzenia. Jona Fossego fascynuje zwyczajność i samotność. Jego bohaterowie borykają się z emocjonalnym chłodem, nieumiejętnością tworzenia więzi międzyludzkich. Ta "zwyczajność" problemów podejmowanych przez pisarza sprawia, że jego utwory cieszą się tak dużym uznaniem. 
Twórczość Fossego ponadto słynie z introspektywnej narracji, jego utwory są napisane prostym, choć filozoficznym językiem. Poruszają również często tematykę egzystencjalną i metafizyczną. Fosse stosuje technikę strumienia świadomości. Treść Septologii autorstwa Fossego mającej w angielskim przekładzie około siedmiuset stron stanowi jedno, długie zdanie. Septologia opowiada historię Aslego – owdowiałego nawróconego na katolicyzm malarza, jego sąsiada Asleika oraz jego imiennika, również Aslego, który jest uzależnionym od alkoholu malarzem. Jej akcja rozgrywa się w czasie kilku dni w okresie Adwentu i świąt Bożego Narodzenia.

## Utwory

### Proza
- Raudt, svart (1983)
- Stengd gitar (1985)
- Blod. Steinen er (1987)
- Naustet (1989)
- Flaskesamlaren (1991)
- Bly og vatn (1992)
- To forteljingar (1993)
- Prosa frå ein oppvekst (1994)
- Melancholia I (1995)
- Melancholia II (1996)
- Eldre kortare prosa med 7 bilete av Camilla Wærenskjold (1998)
- Morgon og kveld (2000)
- Det er Ales (2004), wyd. pol.: To jest Ales, ArtRage, tłum. Iwona Zimnicka (2025)
- Andvake (2007)
- Kortare prosa (2011)
- Olavs draumar (2012)
- Kveldsvævd (2014)
- Det andre namnet – Septologien I-II (2019), wyd. pol.: Drugie imię. Septologia I-II, ArtRage, tłum. Iwona Zimnicka (2023)
- Eg er ein annan – Septologien III-V (2020), wyd. pol.: Ja to ktoś inny. Septologia III-V, ArtRage, tłum. Iwona Zimnicka (2024)
- Eit nytt namn – Septologien VI-VII (2021), wyd. pol.: Nowe imię. Septologia VI-VII, ArtRage, tłum. Iwona Zimnicka (2025)
- Kviteik (2023), wyd. pol.: Białość, ArtRage, tłum. Iwona Zimnicka (2024)

### Dramaty
- Og aldri skal vi skiljast (1994)
- Namnet (1995), wyd. pol.: Imię w: Dialog 1/2000 tłum. Elżbieta Frątczak-Nowotny; wydanie drugie w: Ktoś tu przyjdzie. Sztuki teatralne, Wydawnictwo ADiT (2024)
- Nokon kjem til å komme (1996), wyd. pol.: Ktoś tu przyjdzie w: Ktoś tu przyjdzie. Sztuki teatralne, Wydawnictwo ADiT, tłum. Monika Grossman-Kliber (2024)
- Barnet / Mor og barn / Sonen (1997), wyd. pol.: Dziecko w: Dialog 11/1997, tłum. Halina Thylwe; wydanie drugie w: Ktoś tu przyjdzie. Sztuki teatralne, Wydawnictwo ADiT (2024); Matka i dziecko, Syn w: Sztuki teatralne, tłum. Halina Thylwe, Wydawnictwo ADiT (2005); wydanie drugie w: Ktoś tu przyjdzie. Sztuki teatralne, Wydawnictwo ADiT (2024)
- Gitarmannen (1997)
- Natta syng sine songar / Ein sommars dag (1998), wyd. pol.: Noc śpiewa piosenki, w: Sztuki teatralne, tłum. Halina Thylwe, Wydawnictwo ADiT (2005); wydanie drugie w: Ktoś tu przyjdzie. Sztuki teatralne, Wydawnictwo ADiT (2024); Ładny letni dzień w: Dialog 5-6/2000, tłum. Elżbieta Frątczak-Nowotny; wydanie drugie w: Sztuki teatralne (jako Letni dzień), Wydawnictwo ADiT, tłum. Halina Thylwe (2005); wydanie trzecie w: Ktoś tu przyjdzie. Sztuki teatralne (jako Letni dzień), Wydawnictwo ADiT, tłum. Halina Thylwe (2024)
- Teaterstykke 1 (1999) (zbiór zawiera: Og aldri skal vi skiljast, Namnet, Barnet, Mor og barn, Sonen, Natta syng sine songar)
- Draum om hausten (1999), wyd. pol.: Sen o jesieni, Dialog 10/2006, tłum. Elżbieta Frątczak-Nowotny
- Besøk / Vinter / Ettermiddag (2000), wyd. pol.: Odwiedziny[a] w: Sztuki teatralne, tłum. Halina Thylwe, Wydawnictwo ADiT (2005); wydanie drugie w: Ktoś tu przyjdzie. Sztuki teatralne, Wydawnictwo ADiT (2024)
- Teaterstykke 2 (2001) (zbiór zawiera: Ein sommars dag, Draum om hausten, Medan lyset går ned og alt blir svart, Besøk, Sov du vesle barnet mitt, Vinter, Ettermiddag)
- Vakkert (2001)
- Dødsvariasjonar (2002)
- Jenta i sofaen (2003), wyd. pol.: Dziewczyna na kanapie[b] w: Kon(teksty), Wydawnictwo Panga Pank, tłum Ewa Partyga (2009)
- Lilla / Suzannah (2004), wyd. pol.: Suzannah[c] w: Suzannah, Austria, Wydawnictwo Panga Pank, tłum. Ewa Partyga (2007)
- Dei døde hundane / Sa ka la (2005)
- Teaterstykke 3 (2005) (zbiór zawiera: Gitarmannen, Dei døde hundane, Vakkert, Dødsvariasjonar, Jenta i sofaen, Lilla, Suzannah)
- Svevn / Varmt (2005), wyd. pol.: Sen[d] w: Dialog 10/2006, tłum. Elżbieta Frączak-Nowotny
- Rambuku (2006)
- Skuggar (2006)
- Eg er vinden (2007)
- Desse auga (2009)
- Teaterstykke 4 (2009) (zbiór zawiera: Dei døde hundane, Sa ka la, Svevn, Varmt, Rambuku, Skuggar, Eg er vinden)
- Jente i gul regnjakke (2010)
- Kortar stykke (2011)
- Hav (2014)
- Tre librettoar (2015)
- Teaterstykke 5 (2016) (zbiór zawiera: Jente i gul regnjakke, Hav, Desse auga)
- Slik var det (2020)
- Sterk vind (2021)
- I svarte skogen inne (2023)

### Poezja
- Engel med vatn i augene (1986)
- Hundens bevegelsar (1990)
- Hund og engel (1992), wyd. pol.: Pies i anioł, Biuro Literackie, tłum. Elżbieta Frątczak-Nowotny (2024)
- Dikt 1986–1992 (1995)
- Nye dikt (1997)
- Dikt 1986–2000 (2001)
- Auge i vind (2003)
- Stein til stein (2013)

### Eseje
- Frå telling via showing til writing (1989)
- Gnostiske essay (1999)
- Når ein engel går gjennom scenen og andre essay (2014)

### Książki dla dzieci
- Uendeleg seint (1989)
- Kant (1990; il. Akin Düzakin), wyd. pol.: Kant, Widnokrąg, tłum. Iwona Zimnicka (2025)
- Dyrehagen Hardanger (1993)
- Vått og svart (1994)
- Nei å nei. Hundemanuskripta 1 (1995)
- Du å du. Hundemanuskripta 2 (1996)
- Få å fy. Hundemanuskripta 3 (1997)
- Søster (2000)
- Spelejenta (2009; il. Øyvind Torseter), wyd. pol.: Dziewczynka ze skrzypcami, Widnokrąg, tłum. Monika Grossman-Kliber (2025)

## Dramaty Fossego na scenach polskich
- Dziecko (Barnet) – Teatr Telewizji, reż. Mariusz Front, prem. 06.02.2000
- Imię (Namnet) – Teatr Współczesny w Warszawie, reż. Agnieszka Glińska, premiera 7.04.2001.
- Zima (Vinter) – Teatr Rozmaitości, reż. Grażyna Kania, prem. 29.03.2004
- Sen o jesieni (Draum om hausten) – Teatr im. Juliusza Słowackiego w Krakowie, reż. Mariusz Wojciechowski, prem. 24.10.2004; Teatr im. Stefana Jaracza w Łodzi, prem. 8.04.2006.
- Odwiedziny (Besøk) – Teatr Polski w Poznaniu, reż. Paweł Szkotak, prem. 31.03.2006.
- Noc śpiewa piosenki (Natta syng sine songar)– Teatr Bez Sceny, reż, Andrzej Dopierała, prem. 16.09.2006.
- Matka i dziecko (Mor og barn) / Letni dzień (Ein sommars dag) – Teatr na Woli w Warszawie, reż. Izabella Cywińska, prem. 3.02.2012.
- Dziewczyna na kanapie (Jenta i sofaen) – Teatr Współczesny w Szczecinie, reż. Natalia Sołtysik, prem. 24.02.2012
- Ktoś tu przyjdzie (Nokon kjem til å komme) – Teatr WARSawy, reż. Katarzyna Łęcka, prem. 11.05.2018.